# Kyrina
Kyrina је род слановодних морских шкољки из породице Veneridae, тзв, Венерине шкољке.

## Врстре
Према WoRMS
- Kyrina granulifera (G. B. Sowerby II, 1852)
- Kyrina kyrina Jousseaume, 1894
- Kyrina ponsonbyi (G. B. Sowerby III, 1892)
- Kyrina pseudolima (Souverbie & Montrouzier, 1862)
- Kyrina rubiginosa (A. Adams & Angas, 1864)
- Kyrina texta (Deshayes, 1853)

## Синоними
- Euterentia Cossmann, 1920 (synonym)
- Terentia Jukes-Browne, 1914 (synonym)
- Velargilla Iredale, 1931 (synonym)